# Slaven Bilić
Slaven Bilić [ˈslaʋɛn ˈbiːlitɕ] (* 11. September 1968 in Split) ist ein ehemaliger kroatischer Fußballspieler und heutiger -trainer.

## Spielerkarriere

### Verein
1987 rückte Bilić in den Profikader von Hajduk Split auf. Um Spielpraxis zu erhalten, lieh man den Defensivspieler im Winter an NK Primorac Stobreč aus. Zur Folgesaison gaben ihn die Hajduk-Verantwortlichen leihweise für die Saison 1988/89 an HNK Šibenik ab. Nach seiner Rückkehr zu Hajduk Split spielte sich der Verteidiger in die Stammelf. 1992 gewann er mit der kroatischen Meisterschaft seinen ersten nationalen Titel.

#### Karlsruher SC
Im Sommer 1993 wechselte er in die deutsche Bundesliga zum Karlsruher SC. Unter Trainer Winfried Schäfer hatte er hier seine sportlich bewegendste Zeit seiner Karriere. Er erzielte in den Spielzeiten 1993 bis 1996 insgesamt fünf Tore – erhielt aber auch drei Platzverweise – und qualifizierte sich mit dem KSC zweimal für den UEFA-Pokal-Wettbewerb. Er war Teil der Elf des KSC, die in der Saison 1993/94 im UEFA-Pokal u. a. den FC Valencia mit 7:0 schlug, bei dem Bilić das letzte Tor köpfte und bis ins Halbfinale vordrang. 1995 gewann Bilić mit dem KSC das DFB-Hallen-Masters.

#### West Ham United und FC Everton
In der Winterpause der Saison 1995/96 wurde der Defensivspieler in die englische Premier League zu West Ham United transferiert. Dort absolvierte er in der restlichen Spielzeit 13 Spiele. In der Saison 1996/97 erzielte er in 35 Spielen zwei Tore. Am 16. Juli 1997 wechselte er zum Ligarivalen FC Everton. In seiner ersten Saison kämpfte Bilic mit den Toffees gegen den Abstieg, welchem die Mannschaft nur knapp entringen konnte.
Im Jahr 2000 ließ er seine Karriere dort ausklingen, wo sie begann, als er bei Hajduk Split unterschrieb. In seinem letzten Jahr als Profi absolvierte er neun Spiele und gewann nochmals die Meisterschaft.

### Nationalmannschaft
Bilić spielte 44-mal für die kroatische Nationalmannschaft, für die er drei Tore erzielte. Er befand sich im kroatischen WM-Aufgebot zur Fußball-Weltmeisterschaft 1998, bei der er mit dem dritten Platz auch seinen größten Erfolg als Nationalspieler feierte.
Bilić zeichnete sich in seiner aktiven Zeit als Abwehrspieler vor allem durch seine Kopfballstärke aus.

## Erfolge
- Kroatischer Fußballmeister mit Hajduk Split: 1992, 2001
- DFB-Hallen-Pokal mit Karlsruher SC: 1995

## Trainerkarriere
Zwischen 2004 und 2006 trainierte Bilić die kroatische U-21-Auswahl. Die Fachzeitschrift World Soccer kürte Bilić für seine Arbeit zum weltbesten Nachwuchstrainer des Jahres 2006. Von der International Federation of Football History & Statistics (IFFHS) wurde er zum zweitbesten Nationaltrainer der Welt im Jahr 2007 gekürt.

### Nationaltrainer Kroatien
Von 2006 bis 2012 war er Trainer der A-Nationalmannschaft Kroatiens. Diese brachte er in die Finalrunde der Fußball-Europameisterschaft 2008 und zog bis ins Viertelfinale des Turniers in der Schweiz und in Österreich. Dort schied das Team mit 1:3 im Elfmeterschießen gegen die Türkei aus. Für die Weltmeisterschaft 2010 in Südafrika qualifizierte sich sein Team nicht. Bei der Fußball-Europameisterschaft 2012 schied Kroatien in der Gruppenphase hinter den späteren Finalisten Spanien und Italien aus.

### Trainer in Russland und der Türkei
Zur Saison 2012/13 verpflichtete Lokomotive Moskau Bilić als neuen Cheftrainer. Er unterschrieb einen Dreijahresvertrag bis zum 30. Juni 2015 und trat seine Arbeitsstelle nach der Fußball-Europameisterschaft 2012 an. Er übernahm das Team von José Couceiro, dessen auslaufender Vertrag nicht verlängert worden war.
Am 26. Juni 2013, nach nur einer Saison in Moskau, löste Bilić seinen Vertrag auf und wechselte zum türkischen Verein Beşiktaş Istanbul.

### West Ham United
Am 9. Juni 2015 unterschrieb Bilić einen Vertrag als Cheftrainer bei West Ham United und kehrte damit zu seinem ehemaligen Club zurück. In seiner ersten Saison führte er den Klub auf den siebten Platz der Premier League und damit zur Teilnahme an der UEFA Europa League 2016/17. In der Saison 2016/17 belegte die Mannschaft Platz 11, als der Klubs erstmals im London Stadium seine Heimspielstätte hatte. Nach nur zwei Siegen aus den ersten elf Ligapartien stand die Mannschaft in der Spielzeit 2017/18 auf dem drittletzten Tabellenplatz und die Vereinsverantwortlichen entschieden sich zur Entlassung von Bilić.

### Ittihad und Rückkehr nach England
Im Oktober 2018 wurde er Trainer des Saudi-Arabischen Erstligisten Ittihad und wurde mit einem Vertrag bis 2021 ausgestattet. Jedoch wurde er am 25. Februar 2019 entlassen, nachdem seine Mannschaft aus insgesamt 17 Spielen nur drei Siege geholt hatte. Im Juni 2019 wurde er als neuer Trainer des englischen Zweitligisten West Bromwich Albion vorgestellt. Am Ende seiner ersten Spielzeit stieg er mit WBA in die Premier League auf. Mitte Dezember 2020 wurde er entlassen.

### Beijing Guoan
Anfang Januar 2021 übernahm Bilić die Mannschaft des in der Chinese Super League spielenden Clubs Beijing Guoan, bei dem er einen Vertrag bis 2022 unterschrieb.

### FC Watford
Am 26. September 2022 gab der englische Zweitligist FC Watford die Verpflichtung Bilićs als Nachfolger für den entlassenen Rob Edwards bekannt. Bereits am 7. März 2023 wurde Bilić wieder entlassen, aus den vorangegangenen acht Ligaspielen war dem Team nur ein Sieg gelungen und dadurch vom dritten auf den neunten Tabellenplatz zurückgefallen.

### Rückkehr nach Saudi-Arabien
Im Juli 2023 trat er beim Al-Fateh SC seine zweite Trainerstelle in Saudi-Arabien an.

## Wissenswertes
Bilić sah sich heftiger Kritik ausgesetzt, nachdem er während des ohnehin „brutalen“ (Zitat Berti Vogts) Viertelfinalspiels der EM 1996 gegen Deutschland gegen den am Boden liegenden Christian Ziege einen Tritt gegen die Brust antäuschte. Obwohl der Schiedsrichter daneben stand, musste Bilić das Feld nicht verlassen.
Am 13. Februar 2008 wurde Bilić zum UNICEF-Botschafter ernannt. Bilić ist der erste kroatische Sportler, dem diese Ehre zuteilwurde. In der Begründung des Kinderhilfswerks heißt es, Bilić handele seit Jahren als ein Anwalt für die Rechte der Kinder.
Bilić spricht Kroatisch, Deutsch, Italienisch und Englisch und hat 1993 ein fünfjähriges Studium der Rechtswissenschaften abgeschlossen. Er ist geschieden und hat einen Sohn und eine Tochter. Bilić ist Gitarrist in der Rockband Rawbau, welche vor der Euro 2008 auch einen offiziellen Fansong präsentierte.